# Figured You Out
«Figured You Out» es una canción interpretada por la banda canadiense Nickelback. Fue lanzada como el segundo sencillo de su álbum de 2003 The Long Road.
La canción narra la historia de una relación salvaje, e incluso violenta, entre un hombre y una mujer. Aunque parece que ambos usan drogas, la mujer aparenta tener más problemas con su adicción que el hombre y acepta que él la someta a actividades sexuales degradantes mientras está intoxicada.
El video musical fue dirigido por Uwe Flade. En él recopila imágenes en vivo de sus conciertos.

## Listado de canciones
Maxisencillo
1. «Figured You Out» – 3:47
2. «Too Bad» (en vivo) – 4:28
3. «Where Do I Hide» (en vivo) – 3:42

## Posicionamiento en listas y certificaciones
| Lista (2004)                            | Mejor posición |
| --------------------------------------- | -------------- |
| Australia (ARIA)                        | 10             |
| Estados Unidos (Billboard Hot 100)      | 65             |
| Estados Unidos (Modern Rock Tracks)     | 4              |
| Estados Unidos (Mainstream Rock Tracks) | 1              |

| País           | Organismo certificador | Certificación | Ref.  |
| -------------- | ---------------------- | ------------- | ----- |
| Australia      | ARIA                   | Disco de Oro  | [ 4 ] |
| Estados Unidos | RIAA                   | Disco de Oro  | [ 5 ] |

### Sucesión en listas
| Anterior: «Numb» de Linkin Park | Mainstream Rock Tracks — Sencillo Nro 1 24 de enero de 2004 — 17 de abril de 2004 | Siguiente: «Cold Hard Bitch» de Jet |